# 追跡LIVE! Sports ウォッチャー
『追跡LIVE! Sports ウォッチャー』（ついせきライブ!スポーツウォッチャー）はテレビ東京系列で2016年（平成28年）4月2日から2022年（令和4年）4月3日まで放送されていたスポーツニュース番組。2018年4月からのタイトルロゴ及び新聞のラ・テ欄などでは『SPORTS ウォッチャー』と表記される。

## 概要
2016年3月まで放送されていた『ネオスポーツ the documentary!』の後継番組。主に当日の主なスポーツニュースを伝えていたが、土曜日には平日より長い（55分の）放送枠を編成するとともに、『骨太のドキュメンタリー』を中心に据えていた。また、月曜日から木曜日の放送開始時刻を、『ネオスポーツ』時代の2012年10月改編以来およそ3年半振りに23:58へ戻した。
放送期間中は、日本の他のテレビ局が夜間にレギュラーで編成するスポーツニュースと違って、番組のタイトルを全曜日で統一。また、最終版のニュースから完全に分離させていた。
土・日曜版では開始当初から、ピースの綾部祐二・又吉直樹が揃ってMCを務めていた。しかし、綾部が2017年4月からニューヨークを拠点に活動する意向を示したことに伴って、同月8日放送分からビビる大木が綾部の後任としてMCに加わった。プロデューサーとして大木をMCに起用することを決めた村上洋（テレビ東京スポーツ局）は、大木を「野球を中心にスポーツをマニアックに愛しつつ楽しんでいる方」と評価したうえで、「又吉さんとのコラボレーションを通じて、スポーツが生む想定外のドラマ、楽しさ、（視聴者の）皆様に役立つネタをお届けしたい」とのコメントを残している。もっとも、又吉は2018年4月から、「フィールドキャスター」という肩書で不定期の出演に移行した。
土曜版では2018年4月から、「Human Watcher」というタイトルで放送していたドキュメンタリー企画のスポンサーを日本生命が単独で務めることに伴って、この企画を「日本生命 Humanウォッチャー」に改称。2020年4月11日放送分から、放送開始時刻を30分繰り上げるとともに、放送時間を1時間25分（22:30 - 23:55）に拡大した。また、引退後のアスリートに密着する『おいしいセカンドキャリア』、中畑清とセルジオ越後が1週間のスポーツ界の話題を討論する『ガツン!と週刊ウォッチャー』などのコーナーが誕生。番組のタイトルロゴも一新された。
2020年5月9日から5月30日までの土曜日には、『俺たち、どようびチャップリン〜大爆笑!伝説ネタ祭り〜』（『そろそろ にちようチャップリンに』の兄弟番組）を4週間限定で22:30 - 23:00に編成した関係で、土曜版のスタートを23:00に変更。また、この変更を機に、土曜版の開始以来続いていた1分間の前CM枠が廃止された。『俺たち、どようびチャップリン』の放送期間が終了してからは、22:30 - 23:55枠での放送を再開。しかし、2020年10月改編で『勇者ああああ』が22:30 - 23:00枠でが放送されることに伴って、わずか4ヶ月で23:00 - 23:55枠に戻った。
2021年には、4月改編で日曜日以外の放送時間を変更。土曜日には、23:25 - 23:55に『サタドラ』（連続ドラマ枠）が新設されることに伴って、当番組の放送枠を30分繰り上げた。改編前まで23時台に組み込まれていた『ワールドビジネスサテライト』の放送枠を22時台に繰り上げた月 - 木曜日には、23時台の番組編成が一新されたことに伴って、当番組の放送枠が23:55 - 翌0:00の5分間に短縮。改編前までスタジオから顔出しで進行していたテレビ東京のアナウンサーは、放送上姿を現さず、ニュースVTRのナレーションに専念するようになった。もっとも、土曜版の放送時間は、10月8日から22:30 - 23:00の30分間に短縮された。日曜日の21時台で長らく放送されていた『モヤモヤさまぁ〜ず2』の放送枠を、土曜日の23:00 - 23:25へ移動させたことによる。
平日版は2022年4月1日、土曜版は翌2日、日曜版は3日で放送を終了。同年4月4日からは、『みんなのスポーツ Sports for All』を全曜日で放送している。『みんなのスポーツ』では、土・日曜版のMCを新旧のアスリートが月替わりで担当する一方で、全曜日の放送枠や平日版の放送形態などを当番組から引き継いでいる。

## 放送時間
| 期間      | 期間      | 月曜 - 木曜            | 金曜                   | 土曜                  | 日曜                  | 備考 |
| --------- | --------- | ---------------------- | ---------------------- | --------------------- | --------------------- | ---- |
| 2016.4.2  | 2020.3.29 | 23:58 - 翌0:12（14分） | 23:58 - 翌0:12（14分） | 23:00 - 23:55（55分） | 22:54 - 23:30（36分） |      |
| 2020.3.30 | 2020.5.3  | 23:58 - 翌0:12（14分） | 23:58 - 翌0:12（14分） | 22:30 - 23:55（85分） | 22:54 - 23:30（36分） |      |
| 2020.5.4  | 2020.5.31 | 23:58 - 翌0:12（14分） | 23:58 - 翌0:12（14分） | 23:00 - 23:55（55分） | 22:54 - 23:30（36分） |      |
| 2020.6.1  | 2020.9.27 | 23:58 - 翌0:12（14分） | 23:58 - 翌0:12（14分） | 22:30 - 23:55（85分） | 22:54 - 23:30（36分） |      |
| 2020.9.28 | 2021.3.28 | 23:58 - 翌0:12（14分） | 23:58 - 翌0:12（14分） | 23:00 - 23:55（55分） | 22:54 - 23:30（36分） |      |
| 2021.3.30 | 2021.10.3 | 23:55 - 翌0:00（5分）  | 23:58 - 翌0:12（14分） | 22:30 - 23:25（55分） | 22:54 - 23:30（36分） |      |
| 2021.10.4 | 2022.4.3  | 23:55 - 翌0:00（5分）  | 23:58 - 翌0:12（14分） | 22:30 - 23:00（30分） | 22:54 - 23:30（36分） |      |

## ネット局
| 放送対象地域   | 放送局                | 系列           | 放送日時       | 放送日時       | 放送日時      | 放送日時      | 遅れ                                    |
| 放送対象地域   | 放送局                | 系列           | 月-木曜        | 金曜           | 土曜          | 日曜          | 遅れ                                    |
| -------------- | --------------------- | -------------- | -------------- | -------------- | ------------- | ------------- | --------------------------------------- |
| 関東広域圏     | テレビ東京（TX）      | テレビ東京系列 | 23:55 - 翌0:00 | 23:58 - 翌0:12 | 22:30 - 23:00 | 22:54 - 23:30 | 製作局                                  |
| 北海道         | テレビ北海道（TVh）   | テレビ東京系列 | 23:55 - 翌0:00 | 23:58 - 翌0:12 | 22:30 - 23:00 | 22:54 - 23:30 | 同時ネット                              |
| 愛知県         | テレビ愛知（TVA）     | テレビ東京系列 | 23:55 - 翌0:00 | 23:58 - 翌0:12 | 22:30 - 23:00 | 22:54 - 23:30 | 同時ネット                              |
| 大阪府         | テレビ大阪（TVO）     | テレビ東京系列 | 23:55 - 翌0:00 | 23:58 - 翌0:12 | 22:30 - 23:00 | 22:54 - 23:30 | 同時ネット                              |
| 岡山県・香川県 | テレビせとうち（TSC） | テレビ東京系列 | 23:55 - 翌0:00 | 23:58 - 翌0:12 | 22:30 - 23:00 | 22:54 - 23:30 | 同時ネット                              |
| 福岡県         | TVQ九州放送（TVQ）    | テレビ東京系列 | 23:55 - 翌0:00 | 23:58 - 翌0:12 | 22:30 - 23:00 | 22:54 - 23:30 | 同時ネット                              |
| 滋賀県         | びわ湖放送（BBC）     | 独立局         | 23:55 - 翌0:00 | 23:58 - 翌0:12 | （放送なし）  | 22:54 - 23:30 | 同時ネット                              |
| 三重県         | 三重テレビ（MTV）     | 独立局         | （放送なし）   | （放送なし）   | （放送なし）  | 22:54 - 23:30 | 同時ネット                              |
| 和歌山県       | テレビ和歌山（WTV）   | 独立局         | （放送なし）   | （放送なし）   | （放送なし）  | 22:54 - 23:30 | 同時ネット                              |
| 全国           | BSテレ東              | BS放送         | （放送なし）   | （放送なし）   | 翌1:00 - 1:30 | 翌1:45 - 2:20 | 土曜版 2時間半遅れ 日曜版 2時間41分遅れ |

- BSテレ東での時差放送は、地上波放送が大幅に繰り下がった場合、BSテレ東の編成の都合上本来の時差ネット時間帯には別番組で穴埋めの上休止とすることがある。
- BSテレ東での時差放送時、番組開始時に「テレビ東京で放送した録画放送です。」とテロップで右上に2列で表示される[19]。

## 出演者

### キャスター
| 期間 | 期間       | 月曜日担当 | 火曜日担当 | 水曜日担当  | 木曜日担当 | 金曜日担当 | 土曜日担当        | 日曜日担当        |
| --- | ---------- | ---------- | ---------- | ----------- | ---------- | ---------- | ----------------- | ----------------- |
| 2016.04.02 | 2016.10.02 | 田口尚平   | 秋元玲奈1  | 白石小百合1 | 鷲見玲奈1  | 狩野恵里1  | 狩野恵里1         | 秋元玲奈1         |
| 2016.10.03 | 2017.04.02 | 福田典子   | 秋元玲奈1  | 原田修佑    | 鷲見玲奈1  | 田口尚平   | 鷲見玲奈1         | 秋元玲奈1         |
| 2017.04.03 | 2017.07.02 | 原田修佑   | 原田修佑   | 鷲見玲奈1   | 田口尚平   | 福田典子   | 鷲見玲奈1         | 福田典子          |
| 2017.07.03 | 2020.03.29 | 竹﨑由佳2  | 原田修佑   | 鷲見玲奈1   | 田口尚平   | 福田典子   | 鷲見玲奈1         | 福田典子          |
| 2020.03.30 | 2021.03.28 | 福田典子   | 中垣正太郎 | 中垣正太郎  | 福田典子   | 竹﨑由佳   | 竹﨑由佳          | 福田典子          |
| 2021.03.29 | 2022.04.03 | 福田典子   | 池谷実悠   | 中垣正太郎  | 中垣正太郎 | 竹﨑由佳   | 竹﨑由佳 島田一輝 | 福田典子 島田一輝 |
| - 出演当時を含めて全員テレビ東京アナウンサー。 - 1『ネオスポーツ the documentary!』から続投。 - 2 2017年10月より2019年3月まで『よじごじDays』を兼務。 |            |            |            |             |            |            |                   |                   |

### 週末
フィールドキャスター
- 又吉直樹（ピース）[20][21]

MC
- ビビる大木（2017年4月8日 - ）[22]

コメンテーター
- 中畑清（日本テレビ・TBSテレビゲスト・ラジオ日本ゲスト解説者、スポーツニッポン評論家を兼任。土曜日に出演）
- セルジオ越後

キャスター
- 土曜・日曜　池谷実悠（2021年10月2日〜）
- 日曜　島田一輝（2021年4月3日〜、以前は土曜も担当）

過去
- 狩野恵里[23]（土曜日[24]、2016年4月2日 - 10月1日[25]）
- 綾部祐二（ピース）（土・日、2016年4月2日 - 2017年4月2日）
- 秋元玲奈[23]（日曜日、2016年4月3日 - 2017年4月2日）
- 緒方耕一[23]（番組開始[26] - 2017年12月23日[27]）
- 秋田豊[23]（番組開始 - 2019年12月22日[28]）
- 鷲見玲奈（土曜日、2016年10月8日 - 2020年3月[29])
- 福田典子（日曜日、2017年4月9日　－　2021年初夏、産休のため一時降板）

## スタッフ
- ナレーション：杉本るみ（土曜日「日本生命 Humanウォッチャー」担当）、奥畑幸典（土・日、2020年4月4日〜）、佐々千春（日、2020年4月4日〜）
- PD：五十川智也、西崎耕平
- プロデューサー：冨岡洋介
- チーフプロデューサー：横田栄治
- 製作著作：テレビ東京

### 過去のスタッフ
- デスク：金子卓磨、岡田昌尚、中西良太、都筑貴雅
- プロデューサー：星隆、江連真和
- チーフプロデューサー：松下圭児、村上洋
- ナレーション： 古賀慶太（土・日、2016年4月2日 - 2019年3月30日）